# Thanatus zavattarii
Thanatus zavattarii es una especie de araña cangrejo del género Thanatus, familia Philodromidae. Fue descrita científicamente por Caporiacco en 1939.

## Distribución
Esta especie se encuentra en Etiopía.